# Marie Majerová
Marie Majerová (née Marie Bartošová le 1er février 1882 et morte le 16 janvier 1967) est un écrivaine tchécoslovaque.

## Biographie
Fille de parents de la classe ouvrière très pauvre, elle est née à Úvaly et grandit à Kladno. À seize ans, elle commence à travailler comme servante à Budapest. Elle termine ensuite ses études à Prague, à Paris et à Vienne. Elle est aussi membre du Parti communiste tchécoslovaque depuis sa création et s'implique dans le mouvement féministe.
En 1907, elle publie un recueil d'histoires Povídky z pekla a jiné (Histoires de l'enfer et autres histoires) et un roman Panenství (Virginité) qui traite de la vie des plus pauvres. Ses écrits s'intéressent souvent au petit peuple comme avec La Sirène ou encore La ballade du mineur. Elle écrit également de la littérature pour enfants. Dans les années 1940, elle reprend certains textes pour les adapter au « réalisme socialiste » de son gouvernement.
Elle meurt à Prague à l'âge de 84 ans.

## Vie privée
Majerová se marie deux fois : d'abord avec le journaliste Josef Stivín, puis avec le graphiste Slavoboj Tusar.

## Distinctions
- 1954 : Ordre du travail (Tchécoslovaquie) (cs)[7]
- 1955 : Prix d'État Klement Gottwald (cs)[7]
- 1957 : Ordre de la République (Tchécoslovaquie) (cs)[7]
- 1962 : Ordre de Klement Gottwald (cs)[7]

## Dans la culture populaire
- Le film Virginity réalisé par Otakar Vávra en 1937, est basé sur son roman Panenství[8].
- Son roman Siréna sert de base au scénario du film Siréna réalisé par Karel Steklý en 1947. Ce dernier reçoit un Lion d'or à la Mostra de Venise[9].
- L'auteur tchéco-canadien Josef Škvorecký déclare que son personnage de Marie Burdychova dans The Miracle Game est physiquement basé sur Marie Majerová[10].

## Œuvres sélectionnées
- Náměstí republiky (Place de la République), 1914
- Nejkrásnější svět (Le plus beau des mondes), 1920
- Mučenky (Passiflore), 1924
- Přehrada (Le fermier), 1932
- Siréna (La Sirène), 1935
- Havířská balada (Ballade d'un mineur), 1938
- Robinsonka, 1940 (adapté au cinéma en 1974 sous le même titre)
- Spisy, collectionne de ses œuvres en 19 volumes, 1962